# Starling Dodd
Starling Dodd är en bergstopp i Storbritannien.   Den ligger i grevskapet Cumbria och riksdelen England, i den centrala delen av landet, 400 km nordväst om huvudstaden London. Toppen på Starling Dodd är 633 meter över havet, eller 224 meter över den omgivande terrängen. Bredden vid basen är 4,1 km. Starling Dodd ingår i Cumbrian Mountains.
Terrängen runt Starling Dodd är huvudsakligen kuperad.Runt Starling Dodd är det ganska tätbefolkat, med 86 invånare per kvadratkilometer. Närmaste större samhälle är Whitehaven, 16,5 km väster om Starling Dodd. Trakten runt Starling Dodd består i huvudsak av gräsmarker.